# Louis Van Dievoort
Louis Van Dievoort est un artiste peintre actif à Anvers, où il naquit en 1875.
Il porte un nom typique de la région d'Anvers et dont l'étymologie est la même que pour les divers noms de lieu Dievoort que l'on rencontre.

## Biographie
Outre une formation à l'Académie de sa ville natale, il se forma aussi à Paris au sein de l'École des Beaux-Arts.
Il existe de lui des portraits et des tableaux de genre.
Participa à divers salons à Anvers et Bruxelles.